# Reno (rivier)
De Reno is een rivier in Italië, met 211 km de tiende Italiaanse rivier qua lengte. Ze ontspringt in de Apennijnen, stroomt door de regio's Toscane en Emilia-Romagna en mondt uit in de Adriatische Zee. De Reno is de langste rivier van Emilia-Romagna. Het stroomgebied van de Reno is 5040 km² groot. Het gemiddelde debiet over een jaar bij de monding is ongeveer 95 m3 per seconde.
Oorspronkelijk was de Reno een zijrivier van de Po maar in de achttiende eeuw werd haar loop in de Povlakte gewijzigd door het bouwen van dijken om overstromingen te voorkomen.

## Loop
De Reno krijgt haar naam in de provincie Pistoia op een hoogte van 745 m, aan de samenvloeiing van de Reno di Campolungo en de Reno di Prunetta. De Reno vloeit langs Pracchia naar het noordoosten de regio Emilia-Romagna binnen. In de bovenloop zijn verschillende afdammingen op de Reno en haar zijrivieren gemaakt voor waterkrachtcentrales, onder meer bij Molina del Pallone. Ze stroomt verder door Vergato naar Casalecchio di Reno (westelijk van Bologna) en Cento. Bij Sant'Agostino buigt ze af naar het zuidoosten en vanaf daar is ze ingedijkt. Ze stroomt langs Molinella en Argenta en mondt uit in de Adriatische Zee ten zuidoosten van de Valli di Comacchio, ongeveer 11 km ten noorden van Marina di Ravenna.
In haar benedenloop ontvangt de Reno het water van talrijke zijrivieren, waaronder de Limentra, Idice, Sillaro, Santerno en Senio.
De spoorlijn Pistoia-Bologna (ook "Porrettana" genoemd) volgt vanaf Pracchia tot Bologna de loop van de Reno.
- Library of Congress Control Number: sh85112861
- Nationale Bibliotheek van Israël: 987007531642005171
- Virtual International Authority File: 315125568